# Charles Davenport
Charles Benedict Davenport, född 1 juni 1866 i Stamford, Connecticut, död 18 februari 1944 i Cold Spring Harbor, New York, var en amerikansk biolog och rashygieniker. Han blev filosofie doktor 1892 och chef för Carnegie Institute of Genetics 1904, samt chef för Eugenics record office från 1910. Hans främsta arbeten rör ärftlighetsförhållanden hos människor. Bland hans skrifter märks Eugenics (1910), Heredity in relation to eugenics (1910), Heredity of skincolor in negro-white crosses, samt Body build and its inheritance (1923).

## Biografi
Davenport var son till Amzi Benedict Davenport, en abolitionist av puritansk härkomst, och hans hustru Jane Joralemon Dimon. Han växte upp med sin familj på Garden Place i Brooklyn Heights. Under sommarmånaderna tillbringade familjen sin tid på en familjegård nära Stamford.
På grund av faderns starka tro på protestantismen, undervisades Davenport som en ung pojke i hemmet. Detta för att han skulle lära sig värdet av hårt arbete och utbildning. När han inte studerade arbetade han som vaktmästare och springpojke i sin fars affär. Hans far hade också ett stort inflytande på hans tidiga karriär, eftersom han uppmuntrade honom att bli ingenjör. Emellertid var detta inte Davenports primära intresse, och efter att ha arbetat några år för att spara pengar, skrev han in sig på Harvard College för att förverkliga sitt intresse av att bli forskare. Han tog en kandidatexamen efter två år och doktorsgrad i biologi 1892. Han gifte sig 1894 med Gertrude Crotty, doktor i zoologi vid Harvard. Han fick två döttrar med Gertrude, Millia Crotty och Jane Davenport Harris di Tomasi.

## Karriär och vetenskapligt arbete
Senare blev Davenport professor i zoologi vid Harvard. Han blev en av de mest framstående amerikanska biologerna på sin tid och banade väg för nya kvantitativa standarder för taxonomi. Davenport hade en enorm respekt för det biometriska förhållningssättet till evolution som Francis Galton och Karl Pearson banade väg för och medverkade i Pearsons tidskrift, Biometrika. Men efter upptäckten av Gregor Mendels ärftlighetslagar gick han vidare till att bli en framstående anhängare av mendelianskt arv.
Åren 1899 till 1904 arbetade Davenport i Chicago. Han var då intendent för Zoological Museum vid University of Chicago från 1901 till 1904.
År 1904 blev Davenport chef för Cold Spring Harbor Laboratory, där han grundade Eugenics Record Office 1910. Under sin tid på Cold Spring Harbor Laboratory började Davenport en serie undersökningar av aspekter av arvet av mänsklig personlighet och mentala egenskaper, och under åren publicerade han hundratals rapporter och flera böcker om alkoholismens genetik, pellagra (senare visat sig bero på vitaminbrist), kriminalitet, svaghet, sjöfarlighet, dåligt humör, intelligens, manisk depression och de biologiska effekterna av raskorsning. Dessutom var Davenport mentor för många människor när han arbetade på laboratoriet, såsom Massachusetts suffragist, Claiborne Catlin Elliman.
Innan Davenport gick över till rashygien studerade han matematik. År 1901 gav Biometrika, en tidskrift som han var medredaktör för, honom möjlighet att använda de färdigheter han hade lärt sig. Han blev förespråkare för det biometriska tillvägagångssättet för resten av sitt liv och började studera mänsklig ärftlighet och mycket av hans ansträngningar vändes senare till att främja rashygien.  Hans bok från 1911, Heredity in Relation to Eugenics, användes som en lärobok för college i många år. Året efter att den publicerades valdes han in i National Academy of Sciences. 
Davenports arbete med rashygien orsakade mycket kontroverser bland många andra rashygienister och forskare. Även om hans skrifter handlade om rashygien, var deras resultat mycket förenklade och utan kontakt med resultaten från genetiken. Detta orsakade mycket ras- och klassfördomar. Endast hans mest ivriga beundrare betraktade det som verkligt vetenskapligt arbete. Under Davenports tid på Cold Spring Harbor ägde flera omorganiseringar rum där. År 1918 tog Carnegie Institution of Washington över finansieringen av ERO med ytterligare en stor donation från Mary Harriman. Davenport valdes in i American Philosophical Society 1907. År 1921 valdes han till ledamot i American Statistical Association.
Davenport grundade International Federation of Eugenics Organizations (IFEO) 1925, med Eugen Fischer som ordförande för kommissionen för bastardisering och rasblandning (1927). Davenport strävade efter att grunda ett World Institute for Miscegenations, och "arbetade på en "världskarta" över "blandade rasområden", som han introducerade för första gången vid ett möte med IFEO i München 1928."
Tillsammans med sin assistent Morris Steggerda försökte Davenport utveckla en omfattande kvantitativ strategi för mänsklig rasblandning. Resultaten av deras forskning presenterades i boken Race Crossing in Jamaica (1929), som försökte ge statistiska bevis för biologisk och kulturell nedbrytning efter blandning mellan vita och svarta populationer. Idag anses det vara ett verk av vetenskaplig rasism och kritiserades på sin tid för att dra slutsatser som sträckte sig långt bortom (och ibland i motsats till) de data som den presenterade.
Även om många andra forskare hade slutat stödja rashygien på grund av nazismens uppgång i Tyskland, förblev Davenport en ivrig anhängare fram till slutet av sitt liv. Sex år efter att han gick i pension 1934 höll Davenport fast vid dessa övertygelser även efter att Carnegie Institute drog in finansiering från rashygienprogrammet i Cold Spring Harbor 1940. Även om Davenport är ihågkommen i första hand för sin roll i rasbiologiska rörelsen, hade han också en viktig påverkan på ökande finansiering för genetikforskning. Hans framgång med att organisera det ekonomiska stödet för vetenskapliga utmaningar underblåste hans framgång under hela hans karriär, samtidigt som han möjliggjorde studier för andra forskare. Cold Spring Harbor hade verkligen många framstående genetiker i dess team under hans tid  som dess direktör. Han dog av lunginflammation 1944 vid 77 års ålder och vilar i Laurel Hollow, New York.

## Utmärkelser och hedersbetygelser
- Fellow of the American Statistical Association

[Redigera Wikidata]